# Зденек Доуша
Зденек Доуша (Zdeněk Douša, 5 березня 1947 — листопад 2023) — чехословацький баскетболіст.
Учасник Олімпійських Ігор 1972, 1976, 1980 років.
Бронзовий призер Чемпіонату Європи 1977 року.